# معاذ یوسف
معاذ یوسف (انگلیسی: Muaaz Yousef؛ زادهٔ ۱ ژانویهٔ ۱۹۸۴) یک ورزشکار است.